# DNL 2003/04
Die Saison 2003/04 war die vierte Spielzeit seit Gründung der Deutschen Nachwuchsliga, der höchsten Nachwuchsliga im deutschen Eishockey. Die Meisterschaft gewannen – unter Führung vom überragenden Stürmer Christoph Gawlik und Torhüter Youri Ziffzer – die Jungadler Mannheim. Als Meister der Jugendbundesliga 2003/04 verzichtete die Eishockey Jugend Kassel auf den Aufstieg in die DNL.

## Teilnehmer
- EC Bad Tölz
- EC Berlin Capitals
- Eisbären Juniors Berlin
- SC Riessersee
- Kölner EC
- Krefelder EV
- EV Landshut
- Jungadler Mannheim
- Starbulls Rosenheim
- ES Weißwasser

## Modus
Die Vorrunde wurde als Doppelrunde ausgespielt.
Anschließend spielten die Mannschaften auf Platz 1 bis 6 die Playoffs, während die Mannschaft auf Platz 10 sportlich aus der Liga abstieg.

## Vorrunde
| Pl. | Mannschaft              | Sp | S  | SOS | SON | N  | T   | GT  | Pkt |
| --- | ----------------------- | -- | -- | --- | --- | -- | --- | --- | --- |
| 1.  | Mannheimer ERC          | 36 | 32 | 1   | 0   | 3  | 245 | 63  | 98  |
| 2.  | Krefelder EV            | 36 | 24 | 3   | 0   | 9  | 202 | 132 | 78  |
| 3.  | Kölner EC               | 36 | 23 | 1   | 2   | 10 | 188 | 100 | 73  |
| 4.  | Eisbären Juniors Berlin | 36 | 21 | 1   | 5   | 9  | 140 | 107 | 70  |
| 5.  | EV Landshut             | 36 | 15 | 5   | 0   | 16 | 147 | 143 | 55  |
| 6.  | SC Riessersee           | 36 | 16 | 1   | 4   | 15 | 127 | 136 | 54  |
| 7.  | Starbulls Rosenheim     | 36 | 11 | 3   | 4   | 18 | 125 | 157 | 43  |
| 8.  | EC Bad Tölz             | 36 | 8  | 1   | 4   | 23 | 76  | 158 | 30  |
| 9.  | EC Berlin Capitals      | 36 | 6  | 3   | 1   | 26 | 71  | 196 | 25  |
| 10. | ES Weißwasser           | 36 | 4  | 1   | 0   | 31 | 76  | 205 | 14  |

## Playoff-Qualifikation
- Kölner EC – SC Riessersee 3:2 (2:0, 1:1, 0:1)
- Eisbären Juniors Berlin – EV Landshut 9:2 (3:0, 4:2, 2:0)

## Playoffs

### Halbfinale
- Mannheimer ERC – Eisbären Juniors Berlin 2:0 (8:1, 6:1)
- Krefelder EV – Kölner EC 1:1 (0:3, 3:2)

### Finale
- Mannheimer ERC – Kölner EC 2:0 (7:0, 7:0)

## Beste Scorer
Quelle: LEV NRW; Abkürzungen: Sp = Spiele, T = Tore, V = Assists, Pkt = Punkte; Fett: Bestwert
| Spieler            | Mannschaft         | Sp | T  | V  | Pkt |
| ------------------ | ------------------ | -- | -- | -- | --- |
| Philip Gogulla     | Krefelder EV 81    | 36 | 33 | 44 | 77  |
| Christoph Gawlik   | Mannheimer ERC     | 32 | 37 | 35 | 72  |
| Nils Liesegang     | Krefelder EV 81    | 35 | 28 | 41 | 69  |
| Philipp Louven     | Krefelder EV 81    | 37 | 25 | 42 | 67  |
| Martin Schymainski | Krefelder EV 81    | 35 | 27 | 38 | 65  |
| Moritz Müller      | KEC „Die Junghaie“ | 37 | 22 | 40 | 62  |
| Daniel Pietta      | Krefelder EV 81    | 29 | 28 | 34 | 62  |
| Thomas Pielmeier   | Mannheimer ERC     | 36 | 25 | 35 | 60  |
| Mats Schöbel       | Mannheimer ERC     | 37 | 23 | 31 | 54  |
| Akim Ramoul        | KEC „Die Junghaie“ | 37 | 27 | 26 | 53  |